# Beretta Rx4 Storm
La Beretta Rx4 è una carabina semiautomatica progettata dalla Fabbrica d'Armi Pietro Beretta. È stata concepita come arma per uso sportivo, venatorio, difesa personale, utilizzo da parte di forze dell'ordine e militari.

## Caratteristiche
La Rx4 è un'arma con sistema di funzionamento a recupero di gas con pistone autopulente e autoregolante a corsa corta e otturatore rotante a tre tenoni frontali, un progetto originale della Benelli Armi, facente parte del gruppo Beretta, già applicato su altri fucili come il Benelli M4 calibro 12. È una carabina a singola azione: non è previsto il fuoco a raffica, questo per favorire la precisione a discapito della potenza di fuoco.
Usa caricatori STANAG, uno standard che prevede la compatibilità con serbatoi di altre armi NATO quali gli M16 dell'esercito USA.
La Rx4, come la più piccola Beretta Cx4 è predisposta per l'installazione di guide Picatinny che permettono il fissaggio e l'utilizzo di torce, sistemi di puntamento laser e impugnature; inoltre è dotata di un calcio telescopico regolabile in 5 diverse posizioni con una escursione totale di circa 120mm.

È disponibile per il mercato civile e per le forze dell'ordine, in Italia i caricatori disponibili sono quelli ridotti a 5 colpi.

## Famiglia Storm
Questa carabina è parte della nuova famiglia d'armi sviluppata dalla Beretta: la pistola Px4 e la carabina Cx4, che si differenzia da questo modello per le dimensioni ridotte e i calibri utilizzati. Fa parte della famiglia anche il fucile semiautomatico Cal. 12 Tx4.

Sono armi di nuova concezione, infatti per la prima volta Beretta progetta e produce armi in tecnopolimeri e sfruttando la leggerezza e resistenza di questa plastica ha creato armi dal design futuristico e accattivante pur mantenendo un alto coefficiente di sicurezza e una grande maneggevolezza.

Questi materiali plastici erano già in uso da tempo nel settore armiero e sono alla base del successo delle armi Glock.

## Cultura di massa
La Beretta Rx4 è inserita nel videogioco Ghost Recon Advanced Warfighter 2 appartenente alla serie creata da Tom Clancy.